# سیگز
شهر سیگز در استان مقدونیه مرکزی در کشور یونان واقع شده است که دارای جمعیت ۴۶٬۶۷۰  نفر می‌باشد.